# Enric Piera
Enric Piera (nacido 18 de marzo de 1921 en Barcelona) fue un exjugador de baloncesto español.   

## Trayectoria
Se inició a los 10 años en el infantil del Club Bàsquet L'Hospitalet. Después de la Guerra Civil Española ya formaba parte del primer equipo del Hospitalet, siendo la temporada 1939-1940 campeón de Cataluña y de España, repitiendo al año siguiente el título catalán y siendo subcampeones de España. Tuvo una retirada prematura del baloncesto a causa de una lesión en la vista, aunque no le impidió volver a jugar al fútbol, desempeñándose como portero.